# Euphorbia clavarioides
Euphorbia clavarioides — вид рослин із родини молочайних (Euphorbiaceae), що зростає на півдні Африки.

## Опис
Це рослина 2–40 см заввишки. Листки дрібні. Квітки жовті. Період цвітіння: весна.

## Поширення
Зростає на півдні Африки: ПАР, Лесото.